# Phare d'Igeldo
Le phare d'Igeldo est un phare situé sur la colline d'Igeldo faisant partie de Saint-Sébastien, donnant sur la mer Cantabrique, dans la province du Guipuscoa (Pays basque) en Espagne.
Il est géré par l'autorité portuaire du port de Pasaia.

## Histoire
Au XVIe siècle il existait à cet endroit une signalisation maritime pour indiquer aux navigateurs les dangers de la côte et éviter les naufrages .
En 1748, il a été construit une tour de signalisation en pierre que l'on appelait la Farola. Le feu, qui était alimenté au bois, fonctionnait du mois de Septembre jusqu'à mai et sa lumière était fixe. Ce phare fut abandonné en raison du dommage subi par les guerres carlistes. Ce site est aujourd'hui un point de vue sur la ville car il est intégré au parc d'attractions du Mont Igueldo.
Le phare actuel a été construit entre 1854 et 1855 sur les pentes du mont Igueldo. Sa lumière fut d'abord alimentée à l'huile d'olive puis à la paraffine. Entre 1912 et 1918 le phare a été électrifié en même temps que le village d'Igeldo par l'ingénieur Luis Elizalde qui fit aussi quelques modifications en créant des grandes fenêtres et une terrasse. En 1929, le système optique fut modifié pour devenir un feu à éclats lumineux avec une augmentation de sa portée à 26 milles (environ 48 km).
Identifiant : ARLHS : SPA141 ; ES-00240 - Amirauté : D1483 - NGA : 1788 .
|          |
| Le phare |

|          |
| Le phare |